# サバンナ川
サバンナ川(サバンナがわ、Savannah River)は、アメリカ合衆国南東部にある全長563kmの川である。サウスカロライナ州とジョージア州の州境を流れる。

## 概要
アパラチア山脈に端を発し、概ね南東方向に流れ大西洋に注ぐ。河口部はエスチュアリー（三角江）となっている。流域の主要な都市としては、オーガスタおよびサバンナがある。前者は中流部にあり、滝線都市として交通の結節点および水力の利用により発達した。後者は河口部にあり港湾都市として発達している。

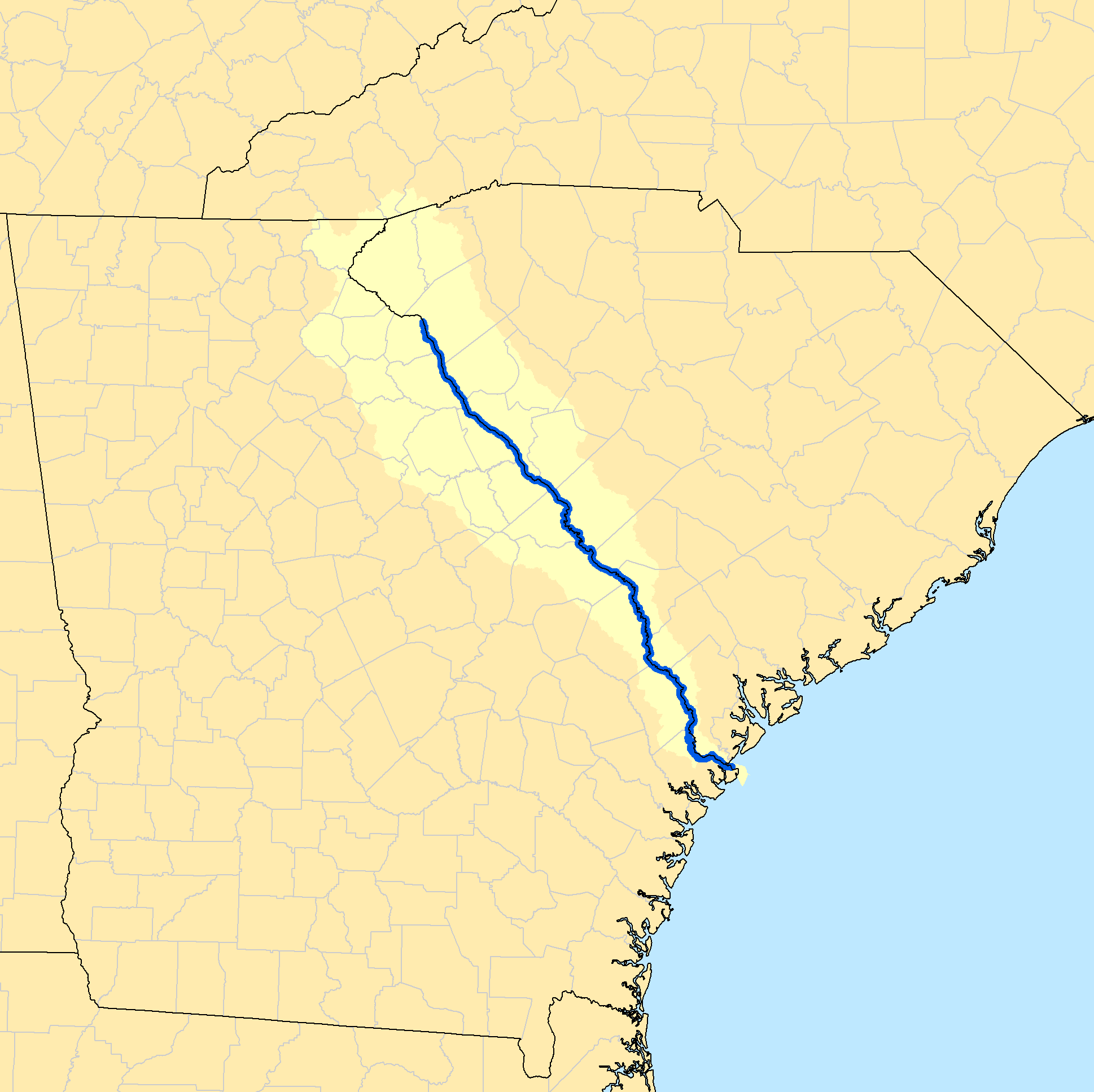
サバンナ川流域